# Ondřej Kratěna
Ondřej Kratěna (* 21. April 1977 in Čeladná, Tschechoslowakei) ist ein ehemaliger tschechischer Eishockeyspieler, der über viele Jahre beim HC Petra Vsetín, HC Sparta Prag und HC Škoda Plzeň in der tschechischen Extraliga aktiv war und dabei insgesamt acht Mal die tschechische Meisterschaft gewann. Darüber hinaus gewann er mit der tschechischen Nationalmannschaft die Bronzemedaille bei der Weltmeisterschaft 1997.

## Karriere
Kratěna begann seine Karriere 1994 beim HC Olomouc, für den er 1995 in der tschechischen Extraliga debütierte. In der Spielzeit 1995/96 gehörte er der besten Rookie-Angriffsformation der Extraliga an, die aus Michal Broš, Jan Tomajko und Kratěna selbst bestand und wurde nach Saisonende zum Besten Rookie ausgezeichnet. 1996 wechselte er zum HC Petra Vsetín, mit dem er 1997, 1998 und 1999 die tschechische Meisterschaft gewann. Ab 1999 spielte er insgesamt acht Spielzeiten für den HC Sparta Prag, mit dem er 2000 (seine vierte Meisterschaft in Folge) und 2002 tschechischer Meister wurde. Die Playoffs der Saison 2001/02 brillierte er zudem zusammen mit Michal Broš, beide sammelten 18 Scorerpunkte in zwölf Spielen, wobei Kratěna mehr Tore schoss und Broš mehr Vorlagen gab. Während Broš 2005 nach Finnland wechselte, blieb Kratěna bei Sparta und gewann Ende der Saison 2005/06 einen weiteren tschechischen Meistertitel. In der folgenden Spielzeit konnte dieser Erfolg wiederholt werden und Kratěna erreichte innerhalb der Extraliga mit +29 die beste Plus/Minus-Wertung.
Im Sommer 2007 wechselte Kratěna das erste Mal ins europäische Ausland und unterschrieb einen Vertrag beim finnischen Meister Oulun Kärpät aus der SM-liiga. Dort traf er auf seinen Landsmann Michal Broš, mit dem er schon in Olomouc, Vsetín und Prag zusammengespielt hatte. Am Ende der Saison 2007/08 konnten die beiden Tschechen zusammen mit ihren Mannschaftskameraden eine weitere finnische Meisterschaft für Kärpät gewinnen. Nach diesem Erfolg kehrten beide nach Tschechien zurück und wurden vom HC Sparta Prag unter Vertrag genommen.
Zwischen 2011 und 2019 stand Kratěna beim HC Plzeň 1929 unter Vertrag und gewann mit diesem 2013 seinen insgesamt achten Meistertitel. 2019 beendete er seine Karriere nach über 1.100 Extraliga-Partien. Mit seinen acht Meistertiteln ist Kratěna Rekordhalter der Extraliga.

## International
Neben seinem Erfolg auf Vereinsebene wurde Ondřej Kratěna auch bei internationalen Titelkämpfen eingesetzt: Seinen ersten Einsatz im Nationaltrikot hatte er bei der U18-Europameisterschaft 1995. Sowohl 1996, als auch 1997 wurde er dann in die U20-Auswahl berufen und spielte bei den jeweiligen Junioren-Weltmeisterschaften. Für die tschechische Nationalmannschaft ging er bisher bei zwei Weltmeisterschaften aufs Eis und gewann dabei 1997 die Bronzemedaille. Insgesamt absolvierte Kratěna 37 Länderspiele, in denen er sechs Tore erzielte.

## Erfolge und Auszeichnungen
| - 1997 Tschechischer Meister mit dem HC Vsetín - 1997 Bronzemedaille bei der Weltmeisterschaft - 1998 Tschechischer Meister mit dem HC Vsetín - 1999 Tschechischer Meister mit dem HC Vsetín - 2000 Tschechischer Meister mit dem HC Sparta Prag - 2002 Tschechischer Meister mit dem HC Sparta Prag | - 2002 Topscorer und Top-Torschütze der Extraliga-Playoffs - 2006 Tschechischer Meister mit dem HC Sparta Prag - 2007 Tschechischer Meister mit dem HC Sparta Prag - 2007 Beste Plus/Minus-Wertung der Extraliga - 2008 Finnischer Meister mit Kärpät Oulu - 2013 Tschechischer Meister mit dem HC Škoda Plzeň |

## Karrierestatistik
(Legende zur Spielerstatistik: Sp oder GP = absolvierte Spiele; T oder G = erzielte Tore; V oder A = erzielte Assists; Pkt oder Pts = erzielte Scorerpunkte; SM oder PIM = erhaltene Strafminuten; +/− = Plus/Minus-Bilanz; PP = erzielte Überzahltore; SH = erzielte Unterzahltore; GW = erzielte Siegtore; 1 Play-downs/Relegation; Kursiv: Statistik nicht vollständig)